# Analytische Philosophie
Analytische Philosophie ist eine Sammelbezeichnung für bestimmte philosophische Ansätze, die seit Beginn des 20. Jahrhunderts entwickelt wurden. Diese Ansätze stehen in einer Tradition, die zunächst hauptsächlich mit idealen Sprachen (formalen Logiken) oder durch Analyse der gebräuchlichen Alltagssprache operierte. Anfangs standen viele schulbildende Vertreter dem Logischen Empirismus (Wiener Kreis u. a.) nahe. Dort herrschte eine Skepsis gegenüber metaphysischen Begriffen vor. Spätestens seit Mitte des 20. Jahrhunderts finden analytische Instrumentarien zunehmend in sämtlichen Disziplinen der Philosophie Anwendung. Eine Abgrenzung zu kontinentalen Ansätzen (Kontinentalphilosophie) ist bezüglich theoretischer Vorannahmen größtenteils unmöglich geworden. Auch bezüglich methodischer Vorgehensweisen sind genaue Abgrenzungen vielfach umstritten.

## Überblick
Das Hauptanliegen der seit dem Ende des Zweiten Weltkriegs besonders in Großbritannien, den USA und Skandinavien populär gewordenen analytischen Richtung und Methodik der Philosophie besteht darin, philosophische Probleme möglichst eindeutig und präzise zu formulieren und anschließend durch logische, begriffliche oder umgangssprachliche Analyse einer Lösung zuzuführen bzw. nachzuweisen, dass es sich dabei in Wahrheit um philosophische „Scheinprobleme“ handelt oder lediglich sprachliche Missverständnisse vorliegen. Einige Hauptvertreter insbesondere der frühen analytischen Philosophie lehnten alle metaphysischen Fragestellungen als sinnlos ab.
Historisch greift dieser Strang der frühen analytischen Philosophie die ursprünglich in England beheimatete, philosophische Tradition des Empirismus mit seinen Hauptvertretern John Locke, George Berkeley und David Hume auf, die der sinnlichen Wahrnehmung eine zentrale bzw. ausschließliche Rolle in Erkenntnisprozessen einräumen. Vor allem die Arbeiten von Gottlob Frege (1848–1925) und der „Tractatus logico-philosophicus“ von 1921, das frühe Hauptwerk Ludwig Wittgensteins (1889–1951), gehören zu den unmittelbaren Gründungstexten der analytischen Philosophie. Ihre weitere Ausarbeitung wurde während der ersten Phase vornehmlich durch die britischen Philosophen Bertrand Russell (1872–1970) und George Edward Moore (1873–1958) sowie von den Philosophen des „Wiener Kreises“ geleistet.
Innerhalb der klassischen analytischen Philosophie können zwei Traditionslinien unterschieden werden: Die eine verläuft von Frege und Russell über den frühen Wittgenstein und den Wiener Kreis zu Willard Van Orman Quine (1908–2000). Hier wurde „Begriff“ im Sinne von Idee verstanden, und mit der „Analyse“ von Begriffen war deren Zerlegung in ihre Bestandteile gemeint. Das heißt, die jeweils zu analysierenden Begriffe sollten auf grundlegendere Begriffe zurückgeführt und ihre Bedeutung dadurch expliziert werden. Die andere Traditionslinie verläuft von Moore über den späten Wittgenstein und die Philosophie der normalen Sprache zu Peter Strawson (1919–2006). Hier wurde „Begriff“ im Sinne von sprachlicher Ausdruck aufgefasst. Die „Analyse“ von Begriffen sollte in einer genauen Beschreibung ihres alltäglichen Gebrauchs in konkreten Kontexten bestehen. Auch das sollte dazu dienen, deren Bedeutung zu klären.
Die methodischen Vorgaben und inhaltlichen Beschränkungen beider Traditionslinien werden durch Vertreter der analytischen Philosophie selbst bereits seit den 1950er Jahren beispielsweise durch Arbeiten von Quine, Saul Kripke (1940–2022) und Paul Grice (1913–1988) kritisiert und vereinzelt sogar als gescheitert betrachtet.
Infolge dieser teils sehr kritischen Auseinandersetzung mit den Methodiken und wissenschaftlichen Idealen zahlreicher früher Hauptvertreter der eigenen Disziplin kam es zu einer vor allem thematischen Öffnung gegenüber inzwischen sämtlichen philosophischen Disziplinen und Fragestellungen. Heute forschen zahlreiche Philosophen beispielsweise über phänomenologische und sogar metaphysische Problemzusammenhänge, die sich selbst immer noch als in der Tradition der analytischen Philosophie stehend verstehen und sich als „analytische“ Philosophen bezeichnen. Gegenwärtig werden praktisch alle verfügbaren theoretischen Optionen von dem einen oder anderen analytischen Autor verfolgt. So werden transzendentalphilosophische, transzendentalpragmatische und idealistische Positionen ebenso wie naturalistische und empiristische Theorien ausgearbeitet und debattiert.
Eine gewisse methodische Kontinuität ist bei folgenden Aspekten beobachtbar:
- Begriffliche oder vortheoretische Intuition spielt eine wichtige Rolle, z. B. in Form von Gedankenexperimenten.
- Starke Orientierung an den empirischen Wissenschaften
- Wertschätzung von Klarheit in Ausdruck und Darstellung, auch wenn hierzu teilweise komplexe technische Apparate zur Anwendung kommen, etwa logischer, linguistischer oder formal-ontologischer Art.
- Tendenz zur Ungeschichtlichkeit, bedingt durch die Konzentration auf meist eng begrenzte systematische Fragen statt historischer.

## Sprachanalyse als Methode
Es ist Gottlob Freges Werk, das geradezu programmatisch für weite Teile der analytischen Tradition wurde. Frege erklärt seinen Ansatz in seiner „Begriffsschrift“ (1879) folgendermaßen:

„Wenn es eine Aufgabe der Philosophie ist, die Herrschaft des Wortes über den menschlichen Geist zu brechen, indem sie die Täuschungen aufdeckt, die durch den Sprachgebrauch über die Beziehungen der Begriffe oft fast unvermeidlich entstehen, indem sie den Gedanken von demjenigen befreit, womit ihn allein die Beschaffenheit des sprachlichen Ausdrucksmittels behaftet, so wird meine Begriffsschrift, für diese Zwecke weiter ausgebildet, den Philosophen ein brauchbares Werkzeug werden können.“

Es geht Frege in seinem Werk also um die Sprache als Werkzeug und Medium der Gedanken, deren Verwirrungen er zum großen Teil an den strukturell bedingten Unklarheiten der allgemeinen Sprache festmacht. Anknüpfend an eine Idee von Gottfried Wilhelm Leibniz arbeitete er an dem von Zeitgenossen kaum wahrgenommenen Mammutunternehmen einer von allen Unklarheiten und Verwirrungen befreiten Idealsprache. In dieser sollten sich wissenschaftliche Erkenntnisse – in seinen Arbeiten hauptsächlich jene der Logik und Arithmetik – in größter Klarheit formulieren lassen und zwischen Gesprächspartnern keinerlei Unklarheiten mehr bestehen können. Diese Tradition, der als weiteres Werk Wittgensteins berühmter Tractatus Logico-Philosophicus (1921) beizustellen ist, bezeichnet man als Ideal Language Philosophy (Philosophie der idealen Sprache), da sie mit den Mitteln der Logik und der Mathematik versucht, eine von allen Unklarheiten bereinigte, in sich konsistente, formale Sprache zu erstellen, in der auch der abbildende Bezug zur außersprachlichen Wirklichkeit eindeutig bestimmbar sein sollte. Bertrand Russell und Rudolf Carnap (1891–1970) verfolgten mit ihren philosophischen Konzeptionen ebenfalls dieses Ziel.
Das Vorhaben scheiterte jedoch, denn es erwies sich als unmöglich, eine formale Sprache zu konzipieren, die den gleichen Funktionsumfang und die gleichen Ausdrucksmöglichkeiten aufwies wie die gesprochene Alltagssprache. Es regte sich auch bald prinzipielle Kritik an dem Vorhaben, die darauf verwies, dass die Logik ein grundsätzlich viel zu enges Instrument sei, um die menschliche Sprache (z. B. als sozial Gegebenes) ganz und gar erfassen zu können. Anknüpfend an G.E. Moore verwarfen zuerst Ludwig Wittgenstein in seinem Spätwerk, den „Philosophischen Untersuchungen“ von 1953, und der Oxforder Philosoph Gilbert Ryle die Idee der Entwicklung einer rein logischen Formalsprache zur Beseitigung der Unklarheiten aus Sprache und Philosophie. Stattdessen propagierten sie die Analyse und kritische Beschreibung der Alltagssprache in ihrem jeweiligen Gebrauch, der Umgangs- oder Gebrauchssprache (language as use) als erfolgversprechendere philosophische Methode.
Beide Traditionslinien eint eine besondere Wertschätzung des klaren, einfachen Wortes sowie der Arbeit am Detail in überprüfbaren Aussagen. Analytisches Philosophieren ist, so verstanden, eher methodologische Haltung als problem- oder ideenspezifische Schule, wobei die Sprachanalyse als prima philosophia innerhalb analytischer Philosophien anzusehen ist.

## Geschichte der analytischen Philosophie
„Analytische Philosophie“ ist ein Sammelbegriff, der mehrere, von ihren Grundvoraussetzungen her teilweise recht unterschiedliche philosophische Strömungen der Moderne subsumiert. Gemeinhin werden G.E. Moore und Bertrand Russell als die eigentlichen Begründer der analytischen Philosophie genannt. Historisch gesehen knüpft die analytische Philosophie an die Tradition des britischen Empirismus mit ihren Hauptvertretern John Locke, George Berkeley und David Hume an. Die logischen Arbeiten Gottlob Freges und Giuseppe Peanos hatten ebenfalls großen Einfluss auf ihre frühe Ausarbeitung, besonders im Hinblick auf das logisch-analytische Instrumentarium der analytischen Philosophie („Principia Mathematica“). Das neuerliche Interesse an der alten Tradition des englischen Empirismus bei Russell und Moore entsprang einem zunehmenden philosophischen Unbehagen gegenüber den Lehren des damals an englischen Universitäten kursierenden Idealismus, zu dem sich anfänglich beide bekannt hatten. Dieses Unbehagen kulminierte schließlich in der Auffassung, dass die Annahmen des Idealismus (der z. B. durch Thomas Hill Green, John McTaggart Ellis McTaggart und Francis Herbert Bradley vertreten wurde) zu viele unbewiesene Implikationen und spekulative Elemente enthielten, um wahr sein zu können. Nicht aber, indem nun konkurrierende philosophische Behauptungen dem Idealismus entgegengestellt wurden, sondern durch eine sprach-logische Analyse seiner Begriffe und Behauptungssätze bzw. einem Vergleich dieser Behauptungen mit den „common-sense-Auffassungen“ glaubte man, die logische Mangelhaftigkeit dieser philosophischen Position aufzeigen zu können. Sprachanalyse und Sprachkritik erwiesen sich dabei als effiziente Methode philosophischer Argumentation.
In seinen an der Universität Bologna 1987 gehaltenen Vorlesungen über die Ursprünge der analytischen Philosophie („Ursprünge der analytischen Philosophie“, 1988) versucht der britische analytische Philosoph Michael Dummett eine ideengeschichtliche Gemeinsamkeit zwischen so unterschiedlichen Denkern wie Frege einerseits und Edmund Husserl, Franz Brentano, Bernard Bolzano und Alexius Meinong andererseits nachzuweisen. Diese Gemeinsamkeit bestehe in der Ablehnung des so genannten „Psychologismus“ in der Philosophie, der von der Annahme ausgeht, dass Denken und Erkennen rein psychische Geschehen sind und die Logik es daher mit psychologischen Gesetzmäßigkeiten zu tun habe. Indem er Gedanken von Meinong, Bolzano und Brentano zu diesem Themenkomplex aufgreift und weiterführt, gelingt es dem Phänomenologen Husserl aufzuzeigen, dass der Inhalt eines Denkakts nicht Teil des Bewusstseinsstroms im Sinne eines Stroms subjektiver Vorstellungen ist. Der Gedanke kann nicht bloß „subjektiv-psychisch“ und damit wahrheitsrelativ sein, da Gedanken sich stets auf etwas ihnen Äußerliches beziehen (d. i. etwas vom Subjekt Unabhängiges) und ihre Wahrheit oder Falschheit oft auch objektiv bestimmbar ist (z. B. als logische Gesetzmäßigkeit). Zum gleichen Ergebnis gelangt nach Michael Dummett auch Frege. Diese „Verstoßung der Gedanken aus dem Bewusstsein“ (Dummett) führt nun dazu, dass Sprache, als die adäquate Ausdrucksform von Gedanken, in das Zentrum des Interesses rückt. Eine Analyse der Sprache verheißt Aufschluss zu geben über die Gedanken, nicht jedoch eine (empirische) Zergliederung des Gedankens in psychische Akte. Dummett sieht in dieser ideengeschichtlichen Wende die gemeinsame Voraussetzung für die weitere Entwicklung der beiden so gegensätzlichen, philosophischen Strömungen „Phänomenologie“ und „analytische Philosophie“.
Die Entwicklung jener philosophischen Positionen, die heute unter dem Terminus „Analytische Philosophie“ zusammengefasst werden, lässt sich in mindestens vier voneinander abgrenzbare Phasen unterteilen.

### Erste Phase
Die erste Phase im ersten Drittel des vorigen Jahrhunderts, mit Blütezeit in den 1920er Jahren, ist gekennzeichnet durch die philosophische Grundkonzeption eines „Logischen Atomismus“, der vor allem in Cambridge unter anderen von G.E. Moore, Bertrand Russell, Ludwig Wittgenstein und Frank Plumpton Ramsey vertreten wurde. In Russells „Die Philosophie des Logischen Atomismus“ von 1918 und Wittgensteins „Tractatus Logico-philosophicus“ von 1921 ist die Philosophie des Logischen Atomismus paradigmatisch dargestellt. Während sich Russell und Wittgenstein nachhaltig um eine theoretische Ausarbeitung und Fundierung des Logischen Atomismus bemühten, war es freilich G.E. Moore, der als Erster die analytischen Methoden konsequent auf philosophische Probleme anwandte. Das besondere Anliegen Moores war es, die Behauptungen, die Philosophen über das Wesen der Welt und die menschliche Erkenntnisfähigkeit machten, kritisch auf ihre Übereinstimmung mit dem Urteil des gesunden Menschenverstandes (common sense) hin zu überprüfen. Dies ist erwähnenswert, weil Moores therapeutisch intendierte und an einer radikalen Sprachkritik (Begriffsanalyse) orientierte philosophische Grundhaltung später, während der Phase der Linguistischen Analyse (Oxford-Ordinary-Language-Philosophy), zu der einzig legitimen Grundhaltung jedweden Philosophierens überhaupt erklärt worden ist. Sein Werk Principia Ethica von 1903 ist ein Klassiker der analytischen Ethik geworden. Es geht ihm und vielen anderen analytischen Ethikern dieser Phase, wie Ayer, Hare oder Stevenson, dabei nicht um eine Diskussion inhaltlicher Fragen der Moral, sondern eine Analyse moralischer Begriffe wie „gut“, „Pflicht“, „Recht“ sowie der Typen und Funktion moralischer Urteile.

### Zweite Phase
Ungefähr von 1930 bis zum Ende der 1940er Jahre erstreckt sich die zweite Phase der Entwicklung der analytischen Philosophie, nämlich die Phase des Logischen Positivismus bzw. Logischen Empirismus.
Erdacht wurde der Logische Positivismus von den Mitgliedern des Wiener Kreises, dessen namhafteste Vertreter Moritz Schlick, Rudolf Carnap, Friedrich Waismann, Herbert Feigl und Otto Neurath waren. Die Philosophie des Wiener Kreises war vor allem durch die mathematische Logik und den empirisch ausgerichteten Positivismus (Richard Avenarius und Ernst Mach) beeinflusst. Auffallend war die streng antimetaphysische Haltung des Logischen Positivismus, die sich auf die Überzeugung gründete, dass metaphysische Aussagen als nicht-empirische und damit prinzipiell nicht-verifizierbare Aussagen von vornherein niemals sinnvoll sein können.
Die britische Rezeption des Logischen Positivismus wird Logischer Empirismus genannt. Eigentümlicherweise fand der Logische Positivismus in Großbritannien nur in Alfred Jules Ayer einen namhaften Vertreter, obgleich vieles aus dem Gedankengut des Wiener Kreises für die Entwicklung der analytischen Philosophie insgesamt (vor allem in den USA und Skandinavien) immer noch von größter Bedeutung ist. Ayer übernahm die polemische, streng antimetaphysische Haltung des Logischen Positivismus und startete 1936 mit seinem Buch „Language, Truth and Logic“ einen Frontalangriff gegen die damalige Religionsphilosophie und (christliche) Theologie. Der größte Teil der Beiträge, die von Theologen und Philosophen zum Thema „Sprachanalyse und Religion“ in den Jahren nach Erscheinen des Buches (nachdem es als Reaktion zunächst fast zehn Jahre lang überhaupt keine bedeutenden religionsphilosophischen Publikationen mehr gegeben hatte) vorgelegt worden sind, entstanden unter dem Eindruck dieses Buches und waren mehr oder weniger überzeugende Erwiderungen darauf. Nicht wenige Theologen und Religionsphilosophen übernahmen die These Ayers, dass religiöse Sätze keine Propositionen darstellten, deshalb auch keinen kognitiven Gehalt haben könnten und versuchten deswegen, den vermeintlich abhandengekommenen Sinn religiöser Rede in neuer Weise zu bestimmen.

### Dritte Phase
Die dritte Phase der analytischen Philosophie wird „Linguistische Analyse“ oder auch „Linguistischer Phänomenalismus“ genannt. Sie begann noch während des Zweiten Weltkrieges und dauerte bis weit in die sechziger Jahre hinein an. Zwei Schulen waren es, die die Linguistische Analyse zu einer eigenständigen philosophischen Disziplin ausarbeiteten. Die eine (in Cambridge) entstand, als sich um Wittgenstein und John Wisdom ein Schülerkreis herausbildete, zu welchem Philosophinnen und Philosophen wie Elizabeth Anscombe, Rush Rhees, A. Ambrose, N. Malcolm und noch zahlreiche andere gehörten. In Oxford organisierte sich etwas später als in Cambridge ebenfalls eine Schule der Linguistischen Analyse. Ihre herausragenden Vertreter waren Gilbert Ryle, John Langshaw Austin, Peter Frederick Strawson, Richard Mervyn Hare, Antony Flew u. a. Die Oxforder Schule sollte später als „Oxford-Ordinary-Language-School“ Berühmtheit erlangen und sich zu einer der einflussreichsten Strömungen in der Philosophie der Gegenwart und Sprachwissenschaft der Gegenwart entwickeln.
Während im Logischen Atomismus und im Logischen Positivismus bzw. Empirismus noch der Gedanke einer zu konstruierenden Idealsprache vorherrschend war und man die Wahrheit von Sätzen und komplexen Satzverbindungen als Wahrheitsfunktion ihrer elementaren Bestandteile verstand, die es durch logische Analyse zu bestimmen galt, wird dies in der Linguistischen Analyse grundlegend anders. Dort rückt die „ganz normale“, gesprochene Sprache in den Mittelpunkt und wird zum Objekt der Analyse. Der als Schlagwort berühmt gewordene linguistic turn in der modernen Philosophie setzt hier endgültig ein. Die Methode, derer man sich bedient, ist nun nicht mehr vor allem logisch-analytisch, sondern es wird vielmehr gefragt: Wie wird das betreffende Wort im alltäglichen Sprachgebrauch verwendet? Was will der Sprecher damit zum Ausdruck bringen? Oder: Welches sind die Regeln des Sprachspiels, das speziell hier gespielt wird? An die Stelle der formal-logischen Sprachanalyse tritt also die deskriptive Analyse von Sprachspielen bzw. – im Rückgriff auf Moore – die Begriffsanalyse.
Initiator dieser neuen Art zu philosophieren ist in Cambridge Ludwig Wittgenstein. In einer radikalen Abkehr von vielen seiner ursprünglich im „Tractatus“ vertretenen Ansichten entwirft er ein völlig neues Verständnis von Sprache. Sprache wird von ihm und seinen Schülern nunmehr verstanden als ein unüberschaubares Konglomerat einzelner „Sprachspiele“, die je eigenen Regeln gehorchen, sich aber dennoch durch ihre „Familienähnlichkeiten“ überschneiden (z. B. das Sprechen über Spiele mit dem Sprechen über Sport). Philosophische Probleme sind nichts anderes als „Scheinprobleme“, also lediglich „Sprachverwirrungen“, die durch die Rückkehr zur normalen, also umgangssprachlichen Verwendungsweise der Begriffe und Wörter aus der Welt geschafft, gleichsam „wegtherapiert“ werden können. Dies wird möglich, indem man die internen Spielregeln eines Sprachspiels, das heißt die Regeln der Verwendungsweise der einzelnen Wörter und Sätze darin aufdeckt. In den postum 1953 veröffentlichten „Philosophische Untersuchungen“ hat Wittgenstein seine neuen sprachphilosophischen Überzeugungen ausführlich dargelegt.
Auch in Oxford wurden die neuen Ideen Wittgensteins aufgenommen und diskutiert, jedoch weit weniger enthusiastisch als in Cambridge, wo Wittgenstein die Stellung eines geradezu charismatischen Führers und Vordenkers zukam. In Oxford ist es Gilbert Ryle, ein Schüler John Cook Wilsons, der im Rückgriff auf die philosophische Grundhaltung und Methode Moores die Linguistische Analyse vorantrieb. Philosophieren bedeutet für Ryle – wie auch für den späten Wittgenstein – die Auflösung der philosophischen Probleme durch Analyse der normalen Umgangssprache und Entwirrung der begrifflichen Konfusion durch Begriffsanalyse. Bei Ryle steht nicht eine Sprachspielkonzeption im Vordergrund, sondern die ursprünglich von Moore ins Leben gerufene Begriffsanalyse sowie die grammatisch-logische Analyse von Sätzen im Sinne Wilsons. Ähnlich wie von Wittgenstein gefordert, soll der Philosoph als Therapeut wirken, indem er die erkrankte Sprache der Philosophen selbst durch Orientierung am alltäglichen Sprachgebrauch heilt. Viele vermeintliche philosophische Probleme seien überhaupt nur entstanden, indem man in falscher Weise mit Sprache umging. Ein Beispiel sind so genannte „Kategorienfehler“, die etwa entstehen, wenn man für eine Aussage eine syntaktische Form wählt, die dem wiederzugebenden Sachverhalt nicht angemessen ist, wie in folgendem Beispiel:

„Ein Südseeinsulaner sieht seinem ersten Fußballspiel zu. Man erklärt ihm die Funktion des Torwarts, der Stürmer, der Verteidiger, des Schiedsrichters usw. Nach einer Weile sagt er: ‚Aber da ist doch niemand, der den berühmten Mannschaftsgeist beisteuert. Ich sehe wer angreift, wer verteidigt, wer die Verbindung herstellt und so weiter: aber wessen Rolle ist es, den Mannschaftsgeist zu liefern?‘ Und wieder müssten wir erklären, dass er nach der falschen Kategorie eines Dinges Ausschau halte. Der Mannschaftsgeist ist nicht noch eine Fußballoperation wie das Toreschießen, das Einwerfen usw.
Aber er ist auch nicht ein drittes Ding, von dem wir sagen könnten, der Mittelstürmer habe zuerst eingeworfen und dann Mannschaftsgeist gezeigt, oder der Verteidiger werde jetzt entweder köpfen oder Mannschaftsgeist zeigen. Die Irrtümer wurden von Menschen begangen, die nicht wussten wie die Begriffe […] zu handhaben sind. Die Schwierigkeiten erwachsen aus ihrer Unfähigkeit, gewisse Wörter richtig zu verwenden.“

Ryles sprachkritische Vorgehensweise wurde insb. durch sein Werk „The Concept of Mind“ (Oxford 1949) einflussreich. In der Nachfolge Ryles haben Strawson, Dummett und andere später eigene, ebenfalls wirkungsgeschichtlich einflussreiche, sprachphilosophische Ansätze entwickelt.

### Vierte Phase

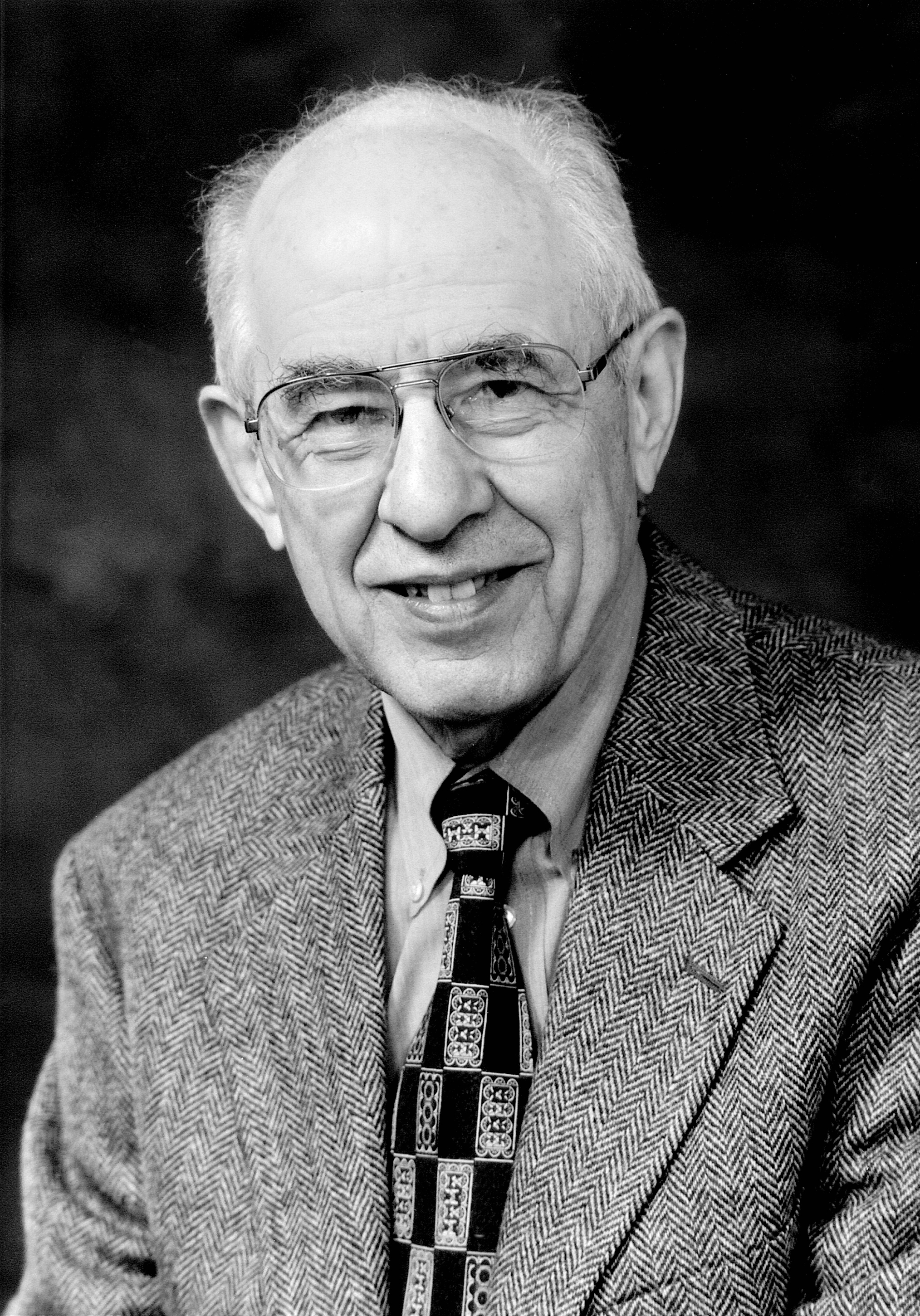
Hilary Putnam

Die vierte Phase der analytischen Philosophie wird in der Regel einfach der Oxford-Ordinary-Language-Philosophy untergeordnet. Es scheint aber geboten, sie als eigenständige Weiterentwicklung von dieser abzuheben.
Sie wurde eingeleitet durch John Langshaw Austin, der wie Ryle in Oxford tätig war. Austin entwarf während der 1950er Jahre die sogenannte „Sprechakttheorie“, die in den 1960er Jahren von John Rogers Searle (Speech acts, 1969), H.P. Grice, P.F. Strawson, W.P. Alston, S.R. Schiffer und anderen verfeinert und weiterentwickelt wurde. Der Kern der Sprechakttheorie erscheint zunächst banal. Austin rückt in seiner Theorie des Sprechens einen Sachverhalt in den Mittelpunkt, der bis dahin nie im ganzen Ausmaß seiner Bedeutung beachtet worden war: dass Sprache/Sprechen immer auch einen Handlungscharakter birgt und nie unabhängig von der aktuellen Situation ist, in der gesprochen wird. Diese eigentlich recht schlichte Feststellung hatte dennoch gewaltige Auswirkungen auf die moderne Sprachphilosophie und Linguistik. Die Erkenntnis, dass es so etwas wie Sprechhandlungen (performative Sprechakte) gibt, warf nämlich ein völlig neues Licht auf die zwischen Subjekten stattfindenden, kommunikativen Prozesse und das Funktionieren von Sprache, Sprechen und Handeln. Ein performativer Sprechakt ist beispielsweise: „Hiermit erkläre ich euch zu Mann und Frau.“ oder: „Hiermit taufe ich dich auf den Namen …“ Im Augenblick des Aussprechens wird eine neue „Tatsache in der Welt“ geschaffen.
Bislang werden immer wieder neue Varianten einer Theorie der Sprechakte formuliert, wobei Elemente des Behaviorismus, des Pragmatismus, der Linguistik allgemein und der Transformationsgrammatik Noam Chomskys im Besonderen und der Handlungstheorie einbezogen werden.
Die jüngste Phase analytischer Philosophie wird repräsentiert durch die Arbeiten von Nelson Goodman, Willard Van Orman Quine, Hilary Putnam, David Kellogg Lewis, Saul Kripke, Donald Davidson und anderen. Grob vereinfachend lässt sich sagen, dass bei diesen Autoren eine Hinwendung zu klassischen und sogar metaphysischen Themen und Problemen der Philosophie stattgefunden hat. Da analytische Philosophie mehr eine Methode als eine einheitliche philosophische Richtung darstellt, werden jedoch auch metaphysische Problemstellungen streng sprachwissenschaftlich und mit den Mitteln mathematischer Logik untersucht, was sie von anderen, also etwa existentialistischen oder phänomenologischen Herangehensweisen unterscheidet.

## Neuere Entwicklungen
Neben einer jüngeren Generation, die die eben geschilderten Tendenzen fortsetzen, gibt es seit den 1980er Jahren Philosophen, die die Sprachauffassung und methodische Orientierung an Sprachanalysen einiger klassischer analytischer Philosophen kritisieren. Ein häufiger Vorwurf ist, dabei die Geschichtlichkeit und Kulturgebundenheit von Sprache und Denken zu vergessen (vergleiche Postanalytische Philosophie, Kontinentale Philosophie).
Betrachtet man die analytische Philosophie als eine seit ihren Anfängen zu einer eigenen festen Linie entwickelte Tradition, kann man ihre Ausrichtung insgesamt kritisch in den Blick nehmen. Unabhängig von Differenzen bezüglich einzelner inhaltlicher Fragen stellt sie dann eine Strömung dar, der gewisse Tendenzen innewohnen. Diese Tendenzen, Eigenheiten und Vorentscheidungen werden zwar heute nicht mehr von allen Vertretern geteilt, haben aber vor allem in jüngster Zeit Anlass zu einer kritischen Betrachtung gegeben. Ob aufgrund der Eigenheiten der analytischen Philosophie eine Abgrenzung gegen die sogenannte Kontinentalphilosophie überhaupt möglich oder sinnvoll ist, wird ebenso diskutiert.

### Verhältnis zur Philosophiegeschichte
Gilbert Harman hatte einst an seiner Bürotür den Slogan angebracht: „History of Philosophy: Just say no!“ („Philosophiegeschichte: Sag einfach nein!“). Harman vertritt zwar in Wirklichkeit eine sehr viel weniger provokante Position. Der Aufruf kann aber als symptomatisch dafür gelten, dass einige radikale Vertreter analytischer Philosophie jegliche Beschäftigung mit Philosophiegeschichte als für ihre Interessen überflüssig ablehnten.
Ein Grund für derartige Ablehnungen bestand bei früheren Vertretern in der Auffassung, dass mit der sprachkritischen Wende ältere Ansätze insofern überholt seien, als diese sich in metaphysische Spekulationen verstrickten, die für eine Aufklärung philosophischer Sachfragen nur hinderlich seien. Seit einigen Jahrzehnten sehen sich die wenigsten analytisch geschulten Philosophen noch an dieses Dogma gebunden. Bestehen geblieben ist aber eine oftmals vorherrschende Arbeitsteilung zwischen systematischen und exegetischen Interessens- und Forschungsschwerpunkten. Wenn auch Philosophiegeschichte nicht als schädlich für einen systematischen Ansatz aufgefasst wird, so gibt es Forderungen, sie doch hauptsächlich oder allein den Fachleuten zu überlassen. Außerdem beschäftigen sich viele analytische Philosophen anstatt mit Gegenständen der Kultur- und Geschichtswissenschaft mit aktuellen Theorien und Befunden der Natur- und Sozialwissenschaften.
Dagegen betonen viele historisch arbeitende Philosophen eine „besondere Art der Relevanz der Philosophiegeschichte für das je gegenwärtige systematische Philosophieren.“ Dies hatte die deutschsprachige und allgemeine kontinentale akademische Tradition größtenteils stets betont.
Richard Rorty ist ein bekanntes Beispiel eines Philosophen, der zunächst eine Schulung in analytischer Philosophie durchlaufen hat und zu einschlägigen Themen publiziert hat, sich dann (beginnend ab etwa 1967) aber stärker für Methoden und Thesen eingesetzt hat, wie sie eher bei einigen kontinentalen Philosophen vertreten werden. In späten Wortmeldungen setzte sich Rorty, der folgerichtig 1998 zu einer komparatistischen Fakultät (in Stanford) gewechselt war, von vielen Vorgaben akademischer und insbesondere analytischer Philosophie ab und plädierte für eine stärkere Beschäftigung mit historischen Texten: „Die anglo-amerikanische Philosophie hat jene Geschichte wiederholt, welche sie zu lesen verweigert hat. Wir aber benötigen jede Hilfe, die wir erhalten können, um aus der Zeitkapsel auszubrechen, in welche wir uns fortschreitend selbst einschließen.“
Eine Abkehr von philosophiegeschichtlichen Forschungsschwerpunkten ist aber keineswegs ein notwendiges oder hinreichendes Kriterium für die Zuordnung zur Tradition oder den gegenwärtigen Ausläufern analytischer Philosophie. Einerseits verfolgen auch viele einer kontinentalen Richtung zugeordnete Philosophen hauptsächlich aktuelle systematische und nicht historische Interessen. Andererseits beschäftigen sich heute viele maßgebliche Experten, die analytische Instrumentarien anwenden und zu zeitgenössischen systematischen Debatten analytischer Provenienz wichtige Beiträge vorgelegt haben, ebenfalls mit historischen Ansätzen – wie im Übrigen bereits seit den Anfängen der analytischen Schulbildung viele führende Vertreter auch historische Interessen verfolgt und mit systematischen Fragestellungen verknüpft haben. Beispiele sind etwa Bertrand Russell, Elizabeth Anscombe, Peter Geach, Max Black, Eleonore Stump, Norman Kretzmann, Robert J. Fogelin, Jaakko Hintikka, Roderick Chisholm, Anthony Kenny, Simo Knuuttilla, Klaus Jacobi, Brian Leftow, Ernst Tugendhat, Michael Dummett, Robert Merrihew Adams, Benson Mates, Nicholas Rescher, Michael Della Rocca, John Hawthorne und John Haldane.
Überhaupt regt sich auch in der Diskussion über analytisches Philosophieren im allgemeinen Widerstand gegen rein ahistorisches Arbeiten. Hin und wieder wird auch allgemeine Kritik gegen eine Art der Philosophiegeschichtsschreibung vorgetragen, welche ihren Gegenstand allein durch das methodische Raster der analytischen Philosophie betrachtet. Hinzu kommt, dass immer wieder bestimmte mit analytischen Instrumentarien arbeitende Einzelstudien als dem Gegenstand gegenüber unangemessen kritisiert wurden und werden, zumal wenn diese historisch vorfindliche Thesen vor dem Hintergrund gegenwärtiger Begriffs- und Problemlagen besprechen; bekanntere Beispiele hierfür sind Aufsätze von J. Hintikka.

### Abgrenzungskriterien zur kontinentalen Philosophie
Vor allem in Abgrenzung zur von ihr sogenannten „Kontinentalphilosophie“ sahen Vertreter der analytischen Philosophie ihre eigene Traditionslinie als eigenständige und auch überlegene Art des Philosophierens. Klarheit des Ausdrucks, Sachlichkeit, strenges Argumentieren und eine scharfe Begriffsklärung stehen für sie gegen den als literarisch empfundenen Stil der „Kontinentalphilosophen“. Diese Spaltung der philosophischen Welt nahm ihren Ausgang bereits in der Auseinandersetzung zwischen Carnap und Heidegger. Auch heute noch besteht bei einigen Vertretern eine große Abneigung gegenüber der anderen Tradition.
Peter Bieri hält die erwähnten Eigenheiten der analytischen Philosophie hingegen für eine Reihe von Dogmen, die sich im Laufe der Zeit als unhaltbar erwiesen haben. Er vertritt die These, dass nach Wegfall dieser Dogmen eine Unterscheidung zwischen analytischer und kontinentaler Philosophie nicht mehr zu halten ist. Außerdem sieht er unerwünschte und negative Auswirkungen dieser Dogmen auf das Philosophieren selbst. Bieri macht hierzu sieben Gesichtspunkte geltend:
1. Die analytische Philosophie lässt sich nicht als spezielles Fach beschreiben, da sie weder einen begrenzten Gegenstandsbereich hat (die Themen wechseln nach Mode und Interesse), noch eine bestimmte Methode (denn der Begründung der analytischen Philosophie, etwa durch Wittgensteins Philosophische Untersuchungen liegt selbst keine Methode zu Grunde).
2. Die Forderung nach Klarheit des Ausdrucks kann deshalb nicht als Eigenheit der analytischen Philosophie gelten, da innerhalb ihrer eigenen Tradition zwei völlig unterschiedliche Entwürfe von Klarheit bestehen: Zum einen jener im Anschluss an eine Philosophie der Idealsprache entstandene Entwurf, welcher Klarheit als Exaktheit begreift, zum anderen jenes an der Alltagssprache entwickelte Verständnis, welches Klarheit als kontextuelle Genauigkeit und Übersichtlichkeit begreift.
3. Die hochentwickelten formalen Systeme und Logiken, welche als Methode der analytischen Philosophie dienen sollten, haben bei den meisten Problemen inhaltlich nicht weitergeholfen. Ihre Dominanz führte stattdessen dazu, dass sich ein Habitus entwickelte, den anderen durch „K.-o.-Argumente“ zu schlagen oder sich durch scharfsinnige Tricks im „sportlichen outsmarting“ des anderen zu profilieren. Die Philosophie erschien als bloße "Logelei".[19] Dies führte teils auch zu einer Verdrängung der Inhalte.
4. Das Pathos der frühen Jahre, mit dem die Metaphysik im Zeichen der Aufklärung abgelehnt wurde, ist mit der weiteren Entwicklung der analytischen Philosophie weitgehend obsolet geworden. Dies vor allem deshalb, weil ein atomistisches Verständnis von Sinn einem holistischen gewichen ist, das erlaubt, die engen Kriterien auszuweiten und sich auch ehemals als sinnlos abgetanen Fragen zuzuwenden.
5. Die Philosophie der Sprache ist nicht in allen Belangen für die analytische Tradition grundlegend. Inzwischen gibt es viele Bereiche, in denen nicht mehr davon ausgegangen wird, dass Sprach- oder Bedeutungsanalyse zu einem Verständnis des Problems beitragen könne, etwa beim Verständnis von mentaler Verursachung.
6. Auch die analytische Philosophie orientiert sich nicht so ausschließlich an den Naturwissenschaften, wie Quine dies forderte, als er den Unterschied zwischen „begrifflichen“ und „empirischen“ Fragen bestritt. Auch analytische Philosophen erarbeiten Erkenntnisse a priori, wie etwa Donald Davidson, wenn er den Zusammenhang von Handlung, Gründen, Ursachen, Rationalität und Bedeutung beschreibt, ohne ausschließlich auf empirische Erkenntnisse zurückzugreifen.
7. Mit Kuhn und dem späten Wittgenstein ist auch der Versuch beendet, sich auf eine universelle Rationalität zu berufen. Mit der Orientierung an den natürlichen Sprachen tritt die Kontingenz vieler Dinge hervor, welche sich nicht durch eine überhistorische Vernunft ausschalten lässt.

Bieris Diagnose, dass die Überbetonung formaler Elemente des Philosophierens den Blick auf die Inhalte verdränge, hat zu verschiedenen Reaktionen geführt. So wird im Anschluss an Bieri darauf hingewiesen, dass auch die „begriffsscholastischen Fingerübungen“ und die logisch-deduktiven Argumente der analytischen Philosophie in ihren letzten Begründungen auf Begriffen ruhen, die selbst wieder nur metaphorisch zu erklärende Umschreibungen sind und sich eben nicht definieren lassen. Zum anderen zeigt das Beispiel der Literatur, dass auch ganz ohne Begriffsklärungen ein neuer Blick auf die Welt gewonnen werden kann, der als eine spezifische Form der Erkenntnis neue Orientierungen liefert. Wie auch in der Literatur liegt der Quell für neue philosophische Erkenntnisse letztlich in der Phantasie, diese kann nicht durch formallogisches Argumentieren ersetzt werden.
Da die analytische Philosophie heutzutage weitgehend von der Kulturunabhängigkeit philosophischen Fragens ausgeht, d. h. philosophische Fragen unabhängig von Geschichte, Nation, Sprache und Weltanschauung zu beantworten versucht, wird vorgeschlagen, anhand dieses Kriteriums analytische und kontinentale Tradition zu unterscheiden: Während die kontinentale Tradition Weltanschauungen vergleichend untersucht und entwickelt und somit immer den Blick auf das Ganze des Denkens richtet, versucht die analytische Tradition arbeitsteilig Sachfragen und Sachverhalte aufzuklären und systematisch zu erfassen, die sie unabhängig von der Kontingenz der kulturellen Existenzen des Menschen sieht.

### Einführungen
- Hans-Johann Glock: What is analytic philosophy? Cambridge University Press, Cambridge 2008, ISBN 978-0-521-69426-1 (deutsch: Was ist analytische Philosophie? Übersetzt von Erich Ammereller. WBG, Darmstadt 2014, ISBN 978-3-534-25496-5).
- Edward Kanterian: Analytische Philosophie. Campus, Köln u. a. 2004, ISBN 3-593-37414-5. Leicht verständlich und übersichtlich am Analysebegriff orientiert (mit besonderer Beachtung von Bedeutungstheorien, Naturalismus u. Kognitionswissenschaft).
- Holger Leerhoff, Klaus Rehkämper, Thomas Wachtendorf: Einführung in die analytische Philosophie. Wissenschaftliche Buchgesellschaft, Darmstadt 2009, ISBN 978-3-534-20928-6.
- Albert Newen: Analytische Philosophie zur Einführung. 2. Auflage. Junius, Hamburg 2007, ISBN 978-3-88506-611-8.
- Peter Prechtl: Grundbegriffe der analytischen Philosophie. Mit einer Einleitung (PDF; 162 kB) von Ansgar Beckermann, Sammlung Metzler, Stuttgart 2004, ISBN 3-476-10345-5.

### Philosophiegeschichtliche Überblicksdarstellungen
- Pierfrancesco Basile, Wolfgang Röd: Die Philosophie des ausgehenden 19. und des 20. Jahrhunderts 1. Pragmatismus und analytische Philosophie. In: Wolfgang Röd (Hrsg.): Geschichte der Philosophie, Band XI. C.H. Beck, München 2014.
- Michael Beaney (Hrsg.): The Oxford Handbook of The History of Analytic Philosophy. Oxford University Press 2013, ISBN 978-0-19-923884-2.
- Anat Biletzki (Hrsg.): The story of analytic philosophy: plot and heroes. In: Routledge studies in twentieth-century philosophy. Routledge, London 1998, ISBN 0-415-16251-3.
- Tyler Burge: Philosophy of Language and Mind: 1950–1990. In: The Philosophical Review. 101/1, Philosophy in Review: Essays on Contemporary Philosophy (1992), ISSN 0031-8108, S. 3–51.
- Michael Dummett: Ursprünge der analytischen Philosophie. Suhrkamp, Frankfurt am Main 1988, ISBN 3-518-57894-4.
- P.M.S. Hacker: Wittgenstein im Kontext der analytischen Philosophie. Suhrkamp 1997, ISBN 3-518-58242-9. Diese weitgefächerte Darstellung orientiert sich an den von Wittgenstein eröffneten Themenbereichen.
- Erich H. Reck: From Frege to Wittgenstein: Perspectives on Early Analytic Philosophy. Oxford University Press 2002, ISBN 0-19-513326-9.
- Scott Soames: Philosophical Analysis in the Twentieth Century. Princeton University Press, Princeton 2003 (Band 1: The Dawn of Analysis, Band 2: The Age of Meaning), ISBN 0-691-11573-7.
- Scott Soames: The Analytic Tradition in Philosophy, Volume 1: The Founding Giants. Princeton University Press 2014.
- Wolfgang Stegmüller: Hauptströmungen der Gegenwartsphilosophie. Eine kritische Einführung. Bde. 2–4, Kröner, Stuttgart 1987–89.
- Joachim Track: Philosophie, analytische. In: Theologische Realenzyklopädie. Bd. 26, 1996, S. 560–572.
- Eike von Savigny, Albert Newen: Analytische Philosophie. UTB, Stuttgart 1996, ISBN 978-3-8252-1878-2.

### Anthologien und Sammelbände
- Michael Beaney: The Analytic Turn: Analysis in Early Analytic Philosophy and Phenomenology. Routledge, London 2009 (2007). Vierzehn Autoren (P.M.S. Hacker u. a.) beschreiben die analytischen Beiträge nicht nur von Frege, Russell und Wittgenstein, sondern darüber hinaus auch von Bolzano, Husserl und C. I. Lewis.
- Steven D. Hales (Hrsg.): Analytic Philosophy: Classic Readings. Belmont, Wadsworth 2002. Sammlung wichtiger klassischer Aufsätze, sortiert nach Einzeldisziplinen (Sprachphilosophie, Metaphysik, Epistemologie, Philosophie des Geistes, Ethik), jeweils mit hervorragenden Einführungsartikeln.
- Aloysius P. Martinich, E. David Sosa (Hrsg.): A Companion to Analytic Philosophy. Blackwell, Oxford 2001, ISBN 0-631-21415-1. 39 Philosophen (von Frege bis David Lewis) werden von unterschiedlichen Autoren vorgestellt.
- Aloysius P. Martinich, David Sosa (Hrsg.): Analytic Philosophy: An Anthology. Blackwell, Oxford 2001.
- Tom Sorell, G. A. J. Rogers (Hrsg.): Analytic Philosophy and History of Philosophy. Oxford University Press 2005, ISBN 0-19-927899-7. Zehn Autoren diskutieren die Verbindung der analytischen Philosophie zur Philosophiegeschichte (Anthony Kenny u. a.).

### Aufsätze
- Juliet Floyd: Recent Themes in the History of Early Analytic Philosophy. In: Journal of the History of Philosophy. 47/2 (2009), S. 157–200.
- Dagfinn Føllesdal: Analytic Philosophy: What Is It and Why Should One Engage in It? In: Ratio. 9/3 1996, S. 193–208. Deutsch: Was ist analytische Philosophie? In: Georg Meggle (Hrsg.): Analyomen 2. Band I: Logic, Epistemology, Philosophy of Science. de Gruyter, Berlin 1997.